# Bandeira da Organização da Aviação Civil Internacional
A bandeira da Organização da Aviação Civil Internacional é um dos símbolos oficiais da referida organização.

## História
No âmbito das celebrações do 50º aniversário da ICAO, o seu Conselho, na 14ª Reunião da sua 138ª Sessão, a 19 de Março de 1993 adotou uma bandeira oficial. A bandeira foi exibida pela primeira vez na 30ª Sessão (Extraordinária) da Assembleia (Montreal, 25 e 26 de maio de 1993), onde cada delegação recebeu uma bandeira. A pedido do Conselho, o J. Pérez y Bouraz, Representante do México no Conselho e Decano do Conselho, apresentou durante a 30ª Sessão da Assembleia a primeira bandeira ao Presidente do Conselho, Assad Kotaite. A bandeira da ICAO foi hasteada oficialmente pela primeira vez em 7 de dezembro de 1994 na sede da ICAO, em Montreal.

## Características
Seu desenho consiste em um retângulo de fundo azul sobre o qual está o emblema da organização na cor branca. Suas proporções e cores são semelhantes à bandeira das Nações Unidas. A bandeira da ICAO reproduz o emblema oficial da ICAO sem as siglas.

## Simbolismo
A bandeira da ICAO reproduz o emblema oficial da ICAO, envolvidas por dois ramos de oliveira que simbolizam a paz. A esses símbolos das Nações Unidas, a ICAO acrescentou as asas, que, antes de qualquer coisa, é o símbolo de alçar voo, que, no emblema, ao ser combinada com os ramos de oliveira, passam a simbolizar como a aviação civil internacional ajuda a unir os povos do mundo na busca pela paz.
As cores azul e branco são as cores oficiais das Nações Unidas.  O fundo azul simboliza um ambiente pacífico e é considerado o oposto da cor vermelha tradicional, que geralmente representa a guerra e as vidas perdidas durante a guerra. As Nações Unidas nunca definiram oficialmente o tom exato de azul que deve ser usado na bandeira, embora seja tipicamente azul claro.